# Rue Tacuba
La rue Tacuba est une voie de Mexico.
Elle est reconnue comme étant la plus ancienne du Mexique et d’Amérique.

## Historique
Selon le magazine Arqueología Mexicana de l'Institut national d'anthropologie et d'histoire, la rue Tacuba est classée comme la plus ancienne d'Amérique.